# Campogramma glaycos
La leccia (Campogramma glaycos), conosciuta anche come leccia fasciata o leccia stella, è un pesce d'acqua salata appartenente alla famiglia Carangidae.

## Distribuzione e habitat
Questa specie è diffusa nell'intero mar Mediterraneo e nell'Oceano Atlantico orientale tra La Manica ed il Senegal. Nelle acque italiane è molto meno comune delle altre lecce. Vive nello stesso habitat di leccia e leccia stella.

## Descrizione
È molto simile alla leccia ma ha bocca in proporzione più piccola. Quello che la rende inconfondibile è la livrea con il dorso verdastro ed il verde madreperlaceo; il limite tra queste due colorazioni non è sfumato come nella generalità dei pesci ma è netto e segue una linea stranamente sinuosa, quasi a zig-zag. Inoltre è presente una macchia grigiastra ovoidale attorno all'occhio che gli dà un'aria stranamente "arrabbiata". 

Raggiunge una lunghezza massima di 60 cm.

## Alimentazione
C. glaycos si nutre solo di pesci.

## Pesca
Si cattura con le stesse tecniche utilizzate per le altre lecce. Le carni sono simili, quindi ottime.